# Diisobutylphthalat
Diisobutylphthalat (abgekürzt DIBP) ist eine organische chemische Verbindung aus der Gruppe der Phthalate die vor allem als Weichmacher eingesetzt wird. Es ist eine farblose Flüssigkeit mit sehr schwachem Geruch.

## Gewinnung und Darstellung
Die technische Gewinnung von Diisobutylphthalat erfolgt in einer zweistufigen Synthese aus Phthalsäureanhydrid und Isobutanol. Im ersten Schritt erfolgt eine schnelle Alkoholyse zum Phthalsäurehalbester. Der zweite Veresterungsschritt verläuft als Gleichgewichtsreaktion langsamer und erfordert die Verwendung saurer Katalysatoren und zur Umsatzvervollständigung die destillative Abtrennung des entstehenden Wassers.

## Eigenschaften

### Physikalische Eigenschaften
Diisobutylphthalat hat eine kinematische Viskosität von 40,95 mm2·s−1 und seine Dämpfe sind zehnmal so schwer wie Luft.

### Chemische Eigenschaften
Diisobutylphthalat ist sehr stabil gegenüber Licht und Hitze. Es hat gegenüber Dibutylphthalat eine niedrigere Dichte und Schmelzpunkt, besitzt jedoch ähnliche Eigenschaften, so dass es als Ersatzstoff dafür eingesetzt werden kann.

## Verwendung
Diisobutylphthalat wurde vielfältig eingesetzt. So diente es
- als geruchloser Weichmacher für Kunststoffe (PVC, Polyvinylacetat, Polyvinylbutyral, Celluloseacetat, Cellulosenitrat, Ethylcellulose, Polyurethan, Acrylate, Chlorkautschuk und Nitrilkautschuk) sowie für Lacke und Polyvinylacetat-Klebstoffe auf Wasserbasis
- als Zusatz (mit einem Gehalt von 60 %) zu Dibenzoylperoxidhaltigem Härter für ungesättigte Polyesterharze[2]
- als Markierungzusatz (im Gemisch mit Nonylphenolen) von Heizölen zu Steuerzwecken
- zur Herstellung von Titankatalysatoren
- als Trägermaterial für Geruchsverbesserer
- als Zusatz in hydraulischen Flüssigkeiten und Schmiermitteln
- indirekt im Lebensmittelbereich als flexibilisierende Komponente in Druckfarben für Lebensmittelverpackungen.

## Sicherheitshinweise und gesetzliche Regelungen
Diisobutylphthalat wurde im Januar 2010 aufgrund seiner Einstufung als reproduktionstoxisch (Reprod. 1B) und als Endokriner Disruptor in die Kandidatenliste der besonders besorgniserregenden Stoffe (Substance of very high concern, SVHC) aufgenommen.
Danach wurde Diisobutylphthalat im Februar 2012 in das Verzeichnis der zulassungspflichtigen Stoffe mit dem Ablauftermin für die Verwendung in der EU zum 21. Februar 2015 aufgenommen.
Zusätzlich unterliegt Diisobutylphthalat den Beschränkungen im Anhang XVII, Nummer 51 der REACH-Verordnung (in Deutschland umgesetzt durch die Chemikalien-Verbotsverordnung) und wurde am 31. März 2015 mit der delegierten Richtlinie (EU) 2015/863 in die RoHS-Stoffliste aufgenommen. Damit dürfen in der EU ab dem 22. Juli 2019 keine Elektro- und Elektronikgeräte mehr verkauft werden, die Teile mit mehr als 0,1 Gewichts-% DIBP im homogenen Werkstoff enthalten.